# جزیره خشم
جزیره خشم (انگلیسی: Isle of Fury) فیلمی در ژانر ماجراجویی به کارگردانی فرانک مک‌دونالد است که در سال ۱۹۳۶ منتشر شد. از بازیگران آن می‌توان به هامفری بوگارت، مارگارت لیندزی، و دونالد وودز اشاره کرد.